# Pseudepigrafi
Pseudepigrafi (grekiska ψευδεπιγραφία, pseudepigraphia, av ψευδής, pseudes, "falsk", och ἐπιγραφή, epigraphe, "påskrift", i sin tur av epi- "över" och grapho "skriva") är att tillskriva en text en annan författare än den verkliga. Detta kan ta många former, från sekreterarskap till ren förfalskning. Att beteckna en text som pseudepigrafisk säger alltså mycket lite om dess äkthet. En text som är pseudepigrafisk kan benämnas pseudepigraf.
Att en text tillskrivs en känd persons namn innebär inte alltid förfalskning, eftersom författare under antiken ofta placerade sig själva i någon annan persons tradition genom att tillskriva den personen sina verk. Man kunde till exempel göra sina egna utläggningar och betrakta dem som i den kända personens anda, eller tolka en skrift för att "förbättra" den. Bland annat tillskrev grekerna ofta sina verk Orfeus och muserna (se orficism). Pseudo-Dionysios är ett annat exempel på denna tradition. Andra verk har tillskrivits Aristoteles, Platon och Epikuros utan att vara skrivna av dem. Man kan här alltså tala om indirekt eller föregivet författarskap.
Bland de så kallade pseudepigraferna, en samling judiska skrifter från århundradena kring Kristi födelse, finns exempel på pseudepigrafi. Det är dock inte så, som namnet antyder, att samtliga pseudepigrafer är pseudepigrafiska.[källa behövs]
Ett modernt exempel på pseudepigrafi är när en journalist skriver en bok om en känd persons liv och ger ut boken i dennes namn (se spökskrivare).
Boken En bok om Nya Testamentet (1989) säger (sid 92): en tid som såg Jakobsevangeliet och Paulusakterna födas och som var tveksam huruvida Petrusapokalypsen, Hebreerbrevet, Jakobs brev och 2 Petrusbrevet var äkta, utgör en bakgrund, som gör det fullt tänkbart att pseudepigrafer från denna tid är att finna i den senare fixerade kyrkliga kanon.
Ordet pseudepigrafi används mycket sällan i det svenska språket, och då främst inom akademisk teologi. Det finns inte med i Nationalencyklopedin, Svenska Akademiens ordbok eller Svenska Akademiens ordlista.